# Bisdom Trivento
Het Bisdom Trivento (Latijn: Dioecesis Triventinus, Italiaans: Diocesi di Trivento) is een in Italië gelegen rooms-katholiek bisdom met zetel in de stad Trivento. Het bisdom behoort tot de kerkprovincie Campobasso-Boiano en is, samen met de bisdommen Isernia-Venafro en Termoli-Larino suffragaan aan het aartsbisdom Campobasso-Boiano.

## Geschiedenis
De eerste bisschop van Trivento zou Sint Castus zijn geweest. Een lokale legende plaatst hem in de 4e eeuw. In de 10e eeuw kreeg het bisdom echter duidelijker gestalte. De huidige bisschop is sinds 2005 Domenico Angelo Scotti.

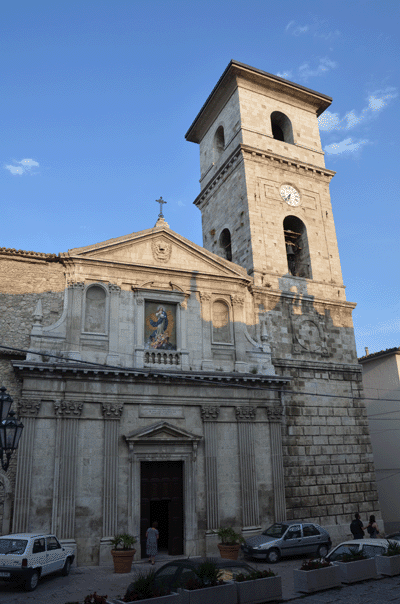
Kathedraal van Trivento